# 超高温材料研究所
株式会社超高温材料研究所（ちょうこうおんざいりょうけんきゅうじょ、英称:Japan Ultra-high Temperature Materials Research Institute）は、日本の研究所。略称はJUTEM。

## 概要
1990年、第三セクター方式による研究基盤施設の整備法人として設立された株式会社超高温材料研究センターの有する先端的な設備を最大限に活用して、超高温材料に関する研究開発を効率的に推進するため、同年に併設された。
2005年に超高温材料研究センターが発展的に解消されるのに伴い、それらの業務を継承。摂氏2000度の超高温に耐える超高温材料は、航空宇宙分野で宇宙船の機体材料、エンジン材料、エネルギー分野で核融合技術開発、石炭ガス化技術、高効率ガスタービン開発などに不可欠であり、これらの開発を支援することを目的としている。
2010年（平成22年）12月に業容はそのままで社名を「超高温材料研究センター」に改称した。従って現在の「超高温材料研究センター」は第三セクターではなく、民間企業である。
代表取締役社長は山村武民（宇部興産出身）。

## 研究施設・オフィス
研究施設
- 山口事業所 - 山口県宇部市大字沖宇部573-3
- 岐阜事業所 - 岐阜県多治見市東町3丁目1番地8

オフィス
- オフィス - 山口県宇部市大字沖宇部573-3

## 発起人企業
| - UBE株式会社 - 日本製鉄株式会社 - 川崎重工業株式会社 - 中国電力株式会社 - 株式会社日立製作所 - マツダ株式会社 - 三菱重工業株式会社 - 株式会社IHI | - 株式会社神戸製鋼所 - 中部電力株式会社 - JFEスチール株式会社 - トヨタ自動車株式会社 - 株式会社IHIエアロスペース - 株式会社SUBARU - 日鉄ステンレス株式会社 |  |

以上15社に各種製造会社、金融機関を加えた計44社が出資している。

## 主な研究開発等
他機関との研究開発協定
- 炭化ケイ素基複合材料の実用化に向けた研究開発に関する研究連携協力協定調印 ‐ 京都大学エネルギー理工学研究所（2007年～）
- 高効率の熱電変換材料に関する国際共同研究協定調印 ‐ 山口大学工学部、JPL（米国ジェット推進研究所）（1995年～）
- 熱電材料の研究に関する国際共同研究協定調印 ‐ 山口大学工学部、山陽小野田市立山口東京理科大学、ナンシー大学、国立ロレーヌ総合科学技術研究所（1998年～）

新技術等の開発
- ナノテクノロジーを使って金属の強度とじん性の両性能を引き上げる新技術 ‐ 日立製作所、立命館大学との共同研究（2002年）
- 粒子状物質（PM）とともに、窒素酸化物（NOx）も除去する排気ガスフィルター ‐ 宇部興産、トスコとの共同研究（2005年）
- ナノスケールの微細結晶構造をもつ新ステンレス鋼（2006年）